# Walter Versell
Walter Versell (* 24. Januar 1891 in Chur; † 1. Mai 1989 ebenda, reformiert, heimatberechtigt in Chur und in Rodels) war ein Schweizer Bauingenieur.

## Leben
Walter Versell kam am 24. Januar 1891 als Sohn des Hammerschmieds und späteren Chefs der Stadtpolizei Chur Anton Versell und der Elisabeth Rudolfine geborene Eggenstein zur Welt. Walter Versell erwarb zunächst an der ETH Zürich das Diplom eines Bauingenieurs, später war er von 1918 bis 1936 als Sekretär des Rheinverbandes für das Rheingebiet von Graubünden und St. Gallen beschäftigt. Zudem leitete er von 1925 bis 1945 sein eigenes Ingenieurbüro in Chur. Von 1945 bis 1959 war er als Wasserwirtschaftsingenieur des Kantons Graubünden für grosse Wasserkraftwerke zuständig.
Walter Versell war verheiratet mit Martha, der Tochter des Lebensmittelskaufmanns Eugen Hasler. Er starb am 1. Mai 1989 im Alter von 98 Jahren in Chur.

## Wirken

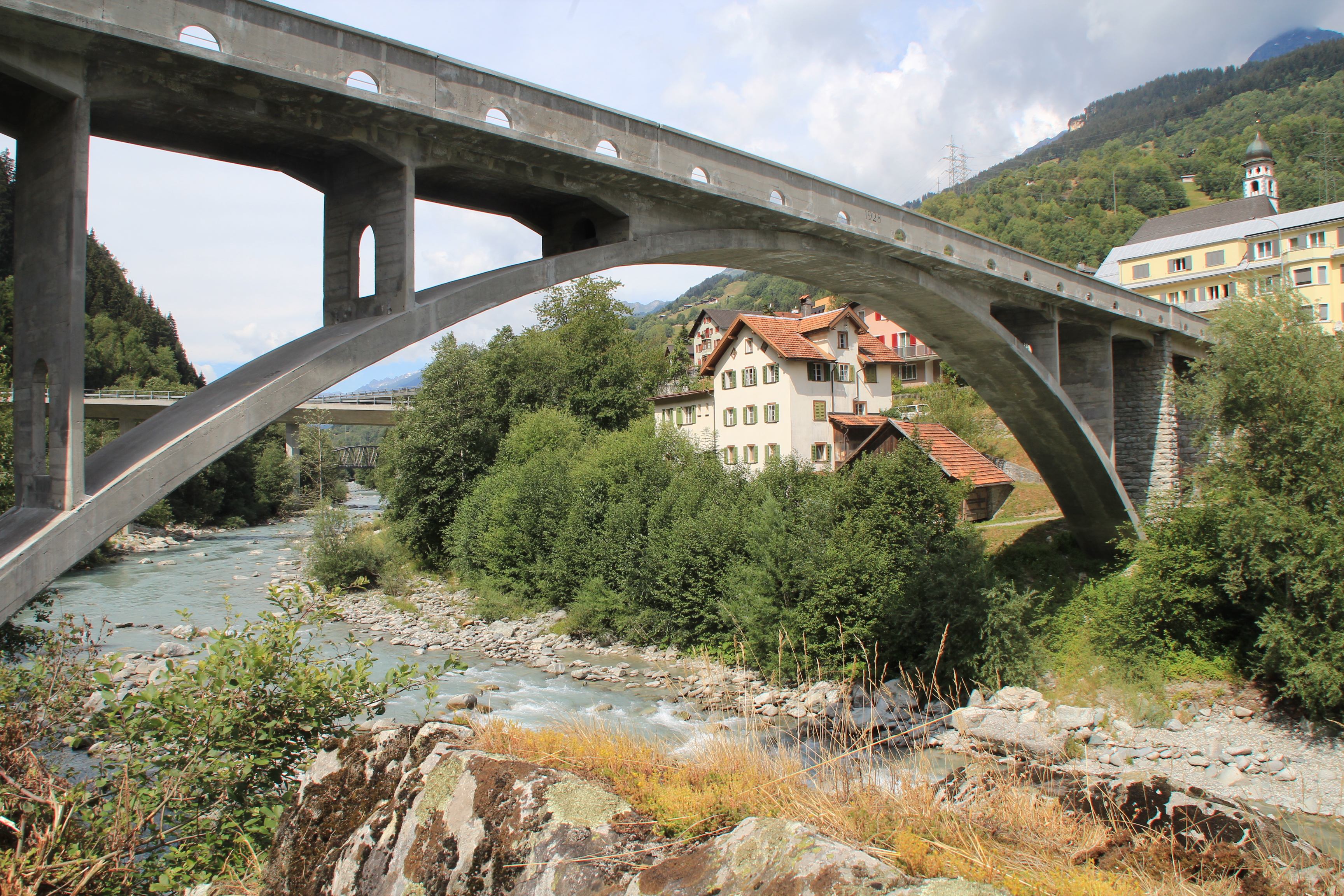
Rheinbrücke in Tavanasa

Walter Versell war ungewöhnlich vielseitig tätig. 1928 liess er beispielsweise die Vorderrheinbrücke vor Tavanasa bauen oder 1934 die weitgespannte Markthalle Chur. 1947 lancierte Versell die Idee des Stausees Valle di Lei als Ersatz für das umstrittene Splügenwerk und entwickelte zusammen mit dem kantonalen Oberingenieur Abraham Schmid in den Jahren 1951 bis 1960 das Projekt des
San-Bernardino-Strassentunnels.

## Weblink
- Jürg Conzett: Versell, Walter. In: Historisches Lexikon der Schweiz.

| Personendaten    | Personendaten          |
| ---------------- | ---------------------- |
| NAME             | Versell, Walter        |
| KURZBESCHREIBUNG | Schweizer Bauingenieur |
| GEBURTSDATUM     | 24. Januar 1891        |
| GEBURTSORT       | Chur                   |
| STERBEDATUM      | 1. Mai 1989            |
| STERBEORT        | Chur                   |